# Prismatische dunschaal
De prismatische dunschaal (Abra prismatica) is een tweekleppigensoort uit de familie van de Semelidae. De wetenschappelijke naam van de soort werd in 1808 gepubliceerd door George Montagu.

## Beschrijving
De prismatische dunschaal groeit uit tot een lengte van ongeveer 13 mm. Elke schaalklep is fijn en broos, ongeveer twee keer zo lang als breed en ovaal of spoelvormig. Het is gebeeldhouwd met fijne concentrische lijnen, de chondrofoor (punt waaraan het interne ligament is bevestigd) wijst naar het achterste. Op de rechterklep bevinden zich twee kleine kardinale tanden voor de chondrofoor en een enkele voorste en enkele achterste laterale tanden erachter. Op de linkerklep bevindt zich een enkele kleine kardinale tand en twee kleine voorste en achterste zijtakken. De kleppen zijn zowel van binnen als van buiten glanzend wit.

## Verspreiding
De prismatische dunschaal wordt gevonden aan de kusten van Noordwest-Europa, de Noordzee en de Middellandse Zee op diepten tot ongeveer 100 meter. Het komt veel voor rond de Britse Eilanden en in de Noordzee. Het geeft de voorkeur aan fijn, slibachtig zand, maar wordt ook gevonden in modder of grind. Het deelt het leefgebied in de Noordzee met de kniksprietkreeftje Bathyporeia elegans, verschillende borstelwormen, de draadarmige slangster (Amphiura filiformis) en de zeekommasoort Eudorellopsis deformis.